# Рагимли, Гусейн Натиг оглы
Гусейн Натиг оглы Рагимли (азерб. Hüseyn Natiq oğlu Rəhimli; род. 10 июля 1995) — азербайджанский дзюдоист, победитель летних Паралимпийских игр 2020 в Токио, чемпион мира среди слепых и слабовидящих 2022 года в командном зачёте, серебряный призёр чемпионата мира среди слепых и слабовидящих 2018 года, бронзовый призёр летней Универсиады 2015 года, чемпионатов Европы среди слепых и слабовидящих 2017 и 2019 годов, Гран-при Ташкента среди слепых и слабовидящих (2019), серебряный призёр турнира Большого шлема в Баку среди слепых и слабовидящих (2019).

## Биография
Гусейн Рагимли родился 10 июля 1995 года. В 2011 году он выиграл серебро на летнем Европейском юношеском Олимпийском фестивале в Трабзоне. В этом же году завоевал бронзу на чемпионате мира среди юношей до 17 лет в Киеве.
В 2013 году Рагимли стал бронзовым медалистом Кубка мира в Тбилиси и турнира Большого шлема в Баку в весовой категории до 73 кг. В 2014 году Рагимли выиграл бронзу чемпионата Европы среди юниоров (до 23 лет) в польском Вроцлаве. 
В 2015 году стал бронзовым призёром летней Универсиады в Кванджу и принял участие на чемпионате мира в Астане.
В 2017 году ему удалось занять третье место на чемпионате Европы по дзюдо среди слепых и слабовидящих в Уолсолле. В 2018 году занял второе место на чемпионате мира среди слепых и слабовидящих в городе Одивелаш (Лиссабон). На этом же чемпионате Абаслы в составе мужской сборной Азербайджана стал бронзовым призёром командного турнира. В 2019 году Рагимли стал бронзовым призёром Гран-при в Ташкенте и серебряным призёром Гран-при в Баку. В этом же году выиграл бронзу на чемпионате Европы среди слепых и слабовидящих в своей весовой категории (до 81 кг), а также стал чемпионом Европы в составе смешанной сборной Азербайджана.
В мае 2021 года Рагимли стал серебряным призёром Гран-при Баку среди слепых и слабовидящих, уступив в финале Давурхону Караматову из Узбекистана.
В 2021 году на Паралимпийских играх в Токио Гусейн Рагимли выиграл в четвертьфинале у Дэниэла Пауэлла из Великобритании, а в полуфинале — у Джунг-Мина Ли из Южной Кореи. В финале Рагимли одержал победу над Давурхоном Караматовым из Узбекистана и выиграла золотую медаль дебютной для себя Паралимпиады.
Распоряжением президента Азербайджанской Республики Ильхама Алиева от 6 сентября 2021 года Гусейн Рагимли за высокие достижения на XVI летних Паралимпийских играх в Токио и заслуги в развитии азербайджанского спорта был награждён орденом «За службу Отечеству I степени».